# 비젠 고가교
비젠 고가교(Wiesen Viaduct; 독일어: Wiesener Viadukt)는 단선 철도 고가교로 콘크리트 블록으로 만들어졌으며, 치수석재로 덮여 있다. 이 교량은 스위스 그리종주에 있는 비젠의 작은 마을의 남서쪽 란트바서강에 걸쳐 있다.
당시 래티셰 철도의 수석 엔지니어인 헤닝 프리드리히가 설계했으며 P. 잘라츠와 한스 슈투더(RhB)의 감독하에 계약자 G. 마라시(Westermann & Cie, 취리히)가 1906년에서 1909년 사이에 건설했다. 래티셰 철도는 여전히 정기 운행을 위해 이 교량을 소유하고 사용하고 있다. 다보스-필리주어 철도의 중요한 요소인 고가교는 높이가 88.9m이고 길이가 210m, 주경간은 55m이다.

## 위치
비젠 고가교는 비젠과 필리주어 사이의 다보스-필리주어 철도 구간의 일부를 형성한다. 비젠역에서 남서쪽으로 불과 300m 떨어진 이곳은 남쪽에 별도의 보행자 다리가 있어 등산객이 필리주어에 접근할 수 있다. 고가교의 서쪽 끝에는 작동하지 않는 히프쉬 회전 신호등이 있다.

## 역사
비젠 고가교 구조는 당시 래티셰 철도의 수석 엔지니어인 헤닝 프리드리히가 설계했다. 건설은 다른 엔지니어인 한스 슈투더의 지시에 따라 1906년 10월에 시작되었다. 1909년 7월 다보스-필리주어 철도가 개통되면서 육교가 개통되었다. 건설에는 총 324,000 스위스 프랑이 소요되었다.
고가교 건설에 사용된 가공품은 G. 마라시가 설계했고, 약 500㎥의 목재를 이용해 그라우뷘덴주의 목수 리처드 코레이에 의해 건설되었다.
1926년 이 고가교는 에른스트 루드비크 키르히너의 그림 브뤼케 바이 비젠의 영감이 되었다.

## 기술 자료
비젠 고가교는 높이가 88.9m이고, 길이가 210m이다. 주 경간은 폭이 3.7m에 불과하지만, 길이도 55m로 모든 석조 교량 중 가장 긴 주 경간 중 하나이다.
주경간의 서쪽에는 각각 길이가 20m인 두 개의 아치가 있다. 주경간의 동쪽에는 4개의 아치가 더 있으며 각각 길이도 20m이다.
이러한 기술적 특성이 결합되어 비젠 고가교는 래티셰 철도에서 가장 큰 석재이자 두 번째로 큰 다리가 되었다.

## 갤러리

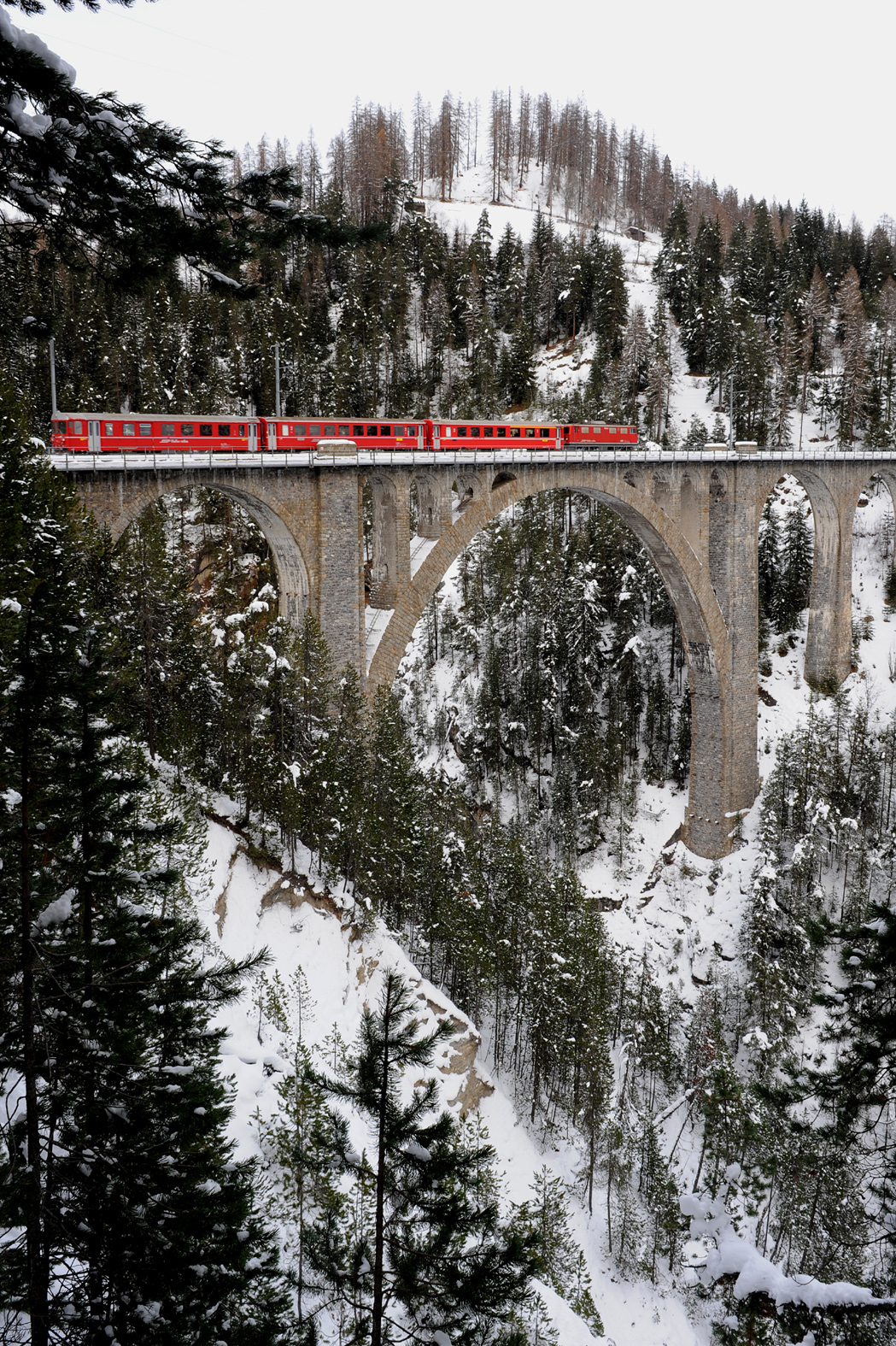
푸쉬풀 차량, 비젠 고가교를 건너는 Ge 4/4 I no 608과 운전 코치 BD t no 1721
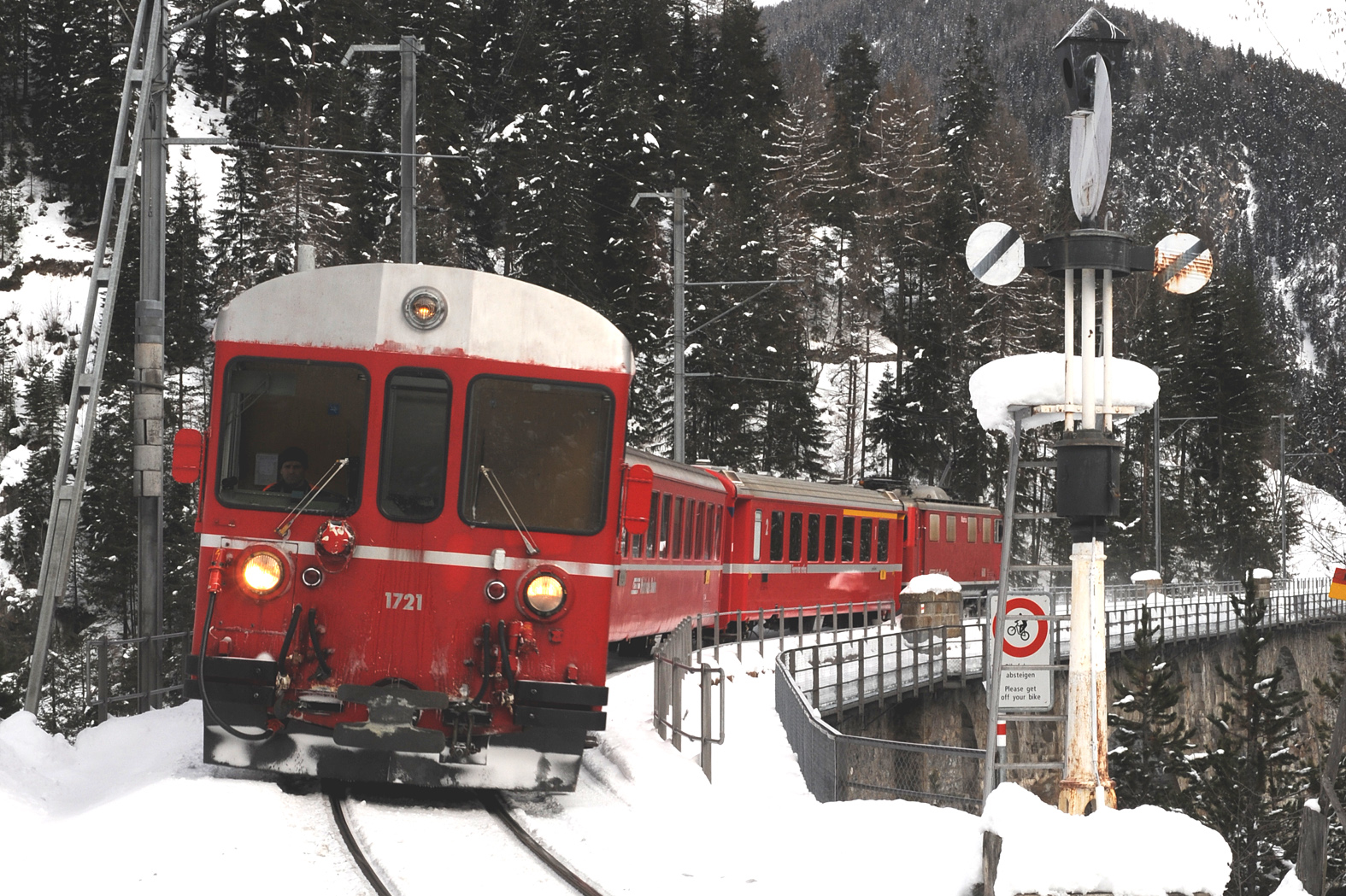
필리주어에서 온 푸쉬풀 차량
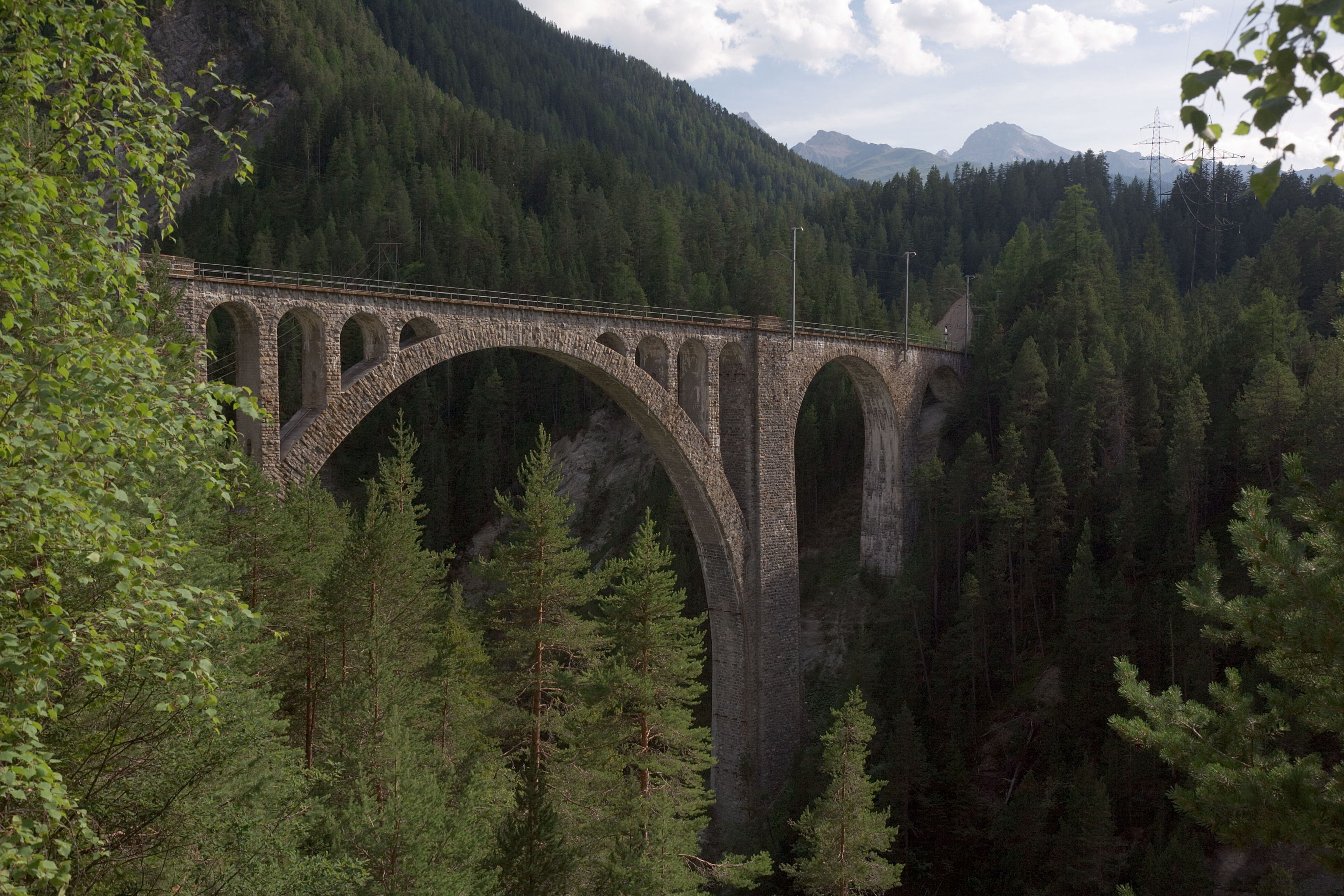
여름의 고가교 풍경
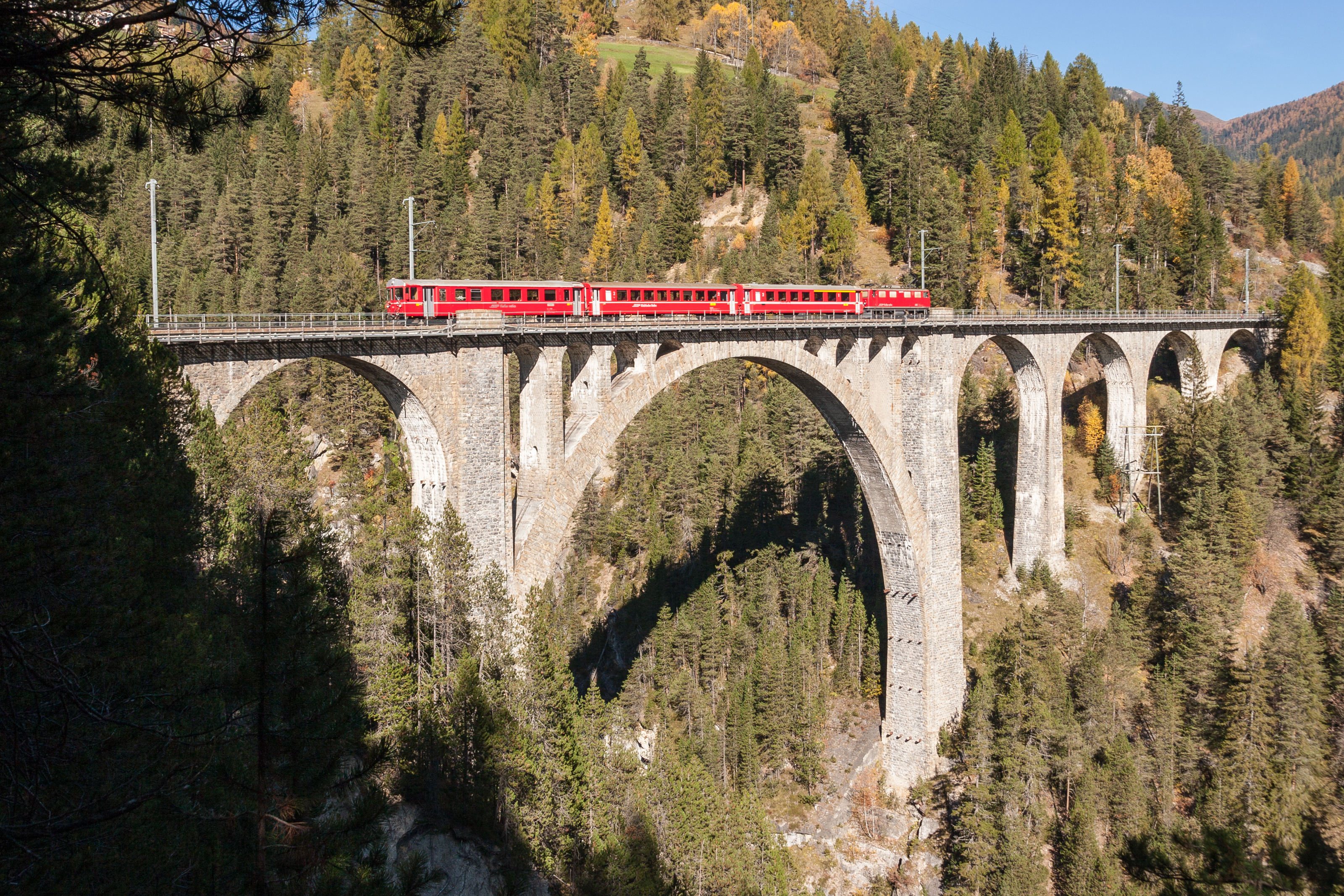
비젠 비아둑트 (10-2008)
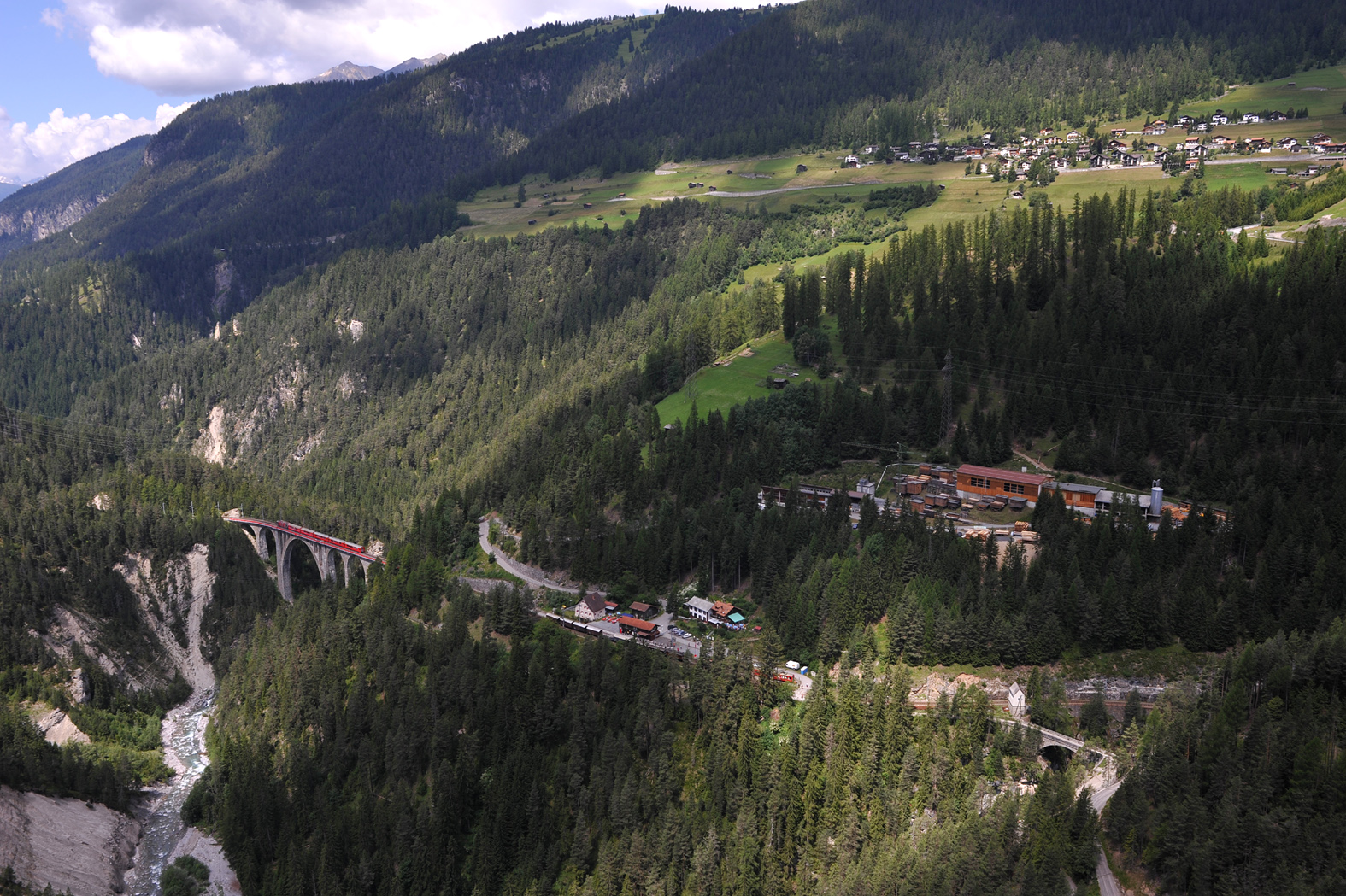
예니스베르크 거리에서 본 고가교 풍경
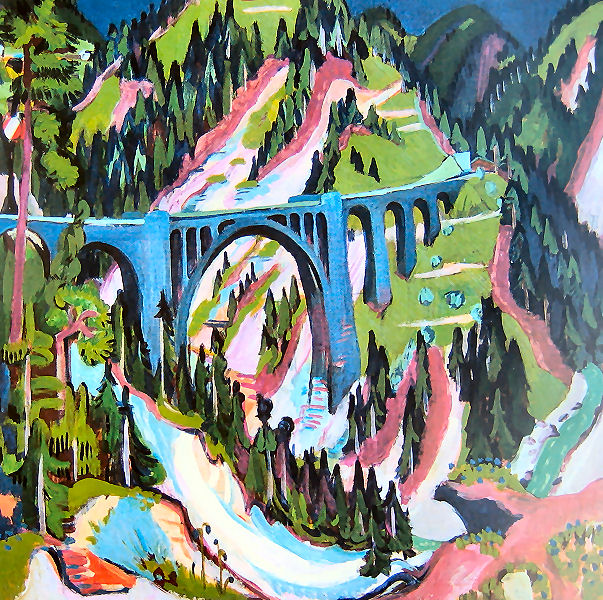
에른스트 루드비히 키르히너: 비젠 근처의 다리.

## 같이 보기
- 베르니나 익스프레스
- 아치교